# 尖尾叫姑魚
尖尾叫姑魚（學名：Johnius trachycephalus）為輻鰭魚綱鱸形目鱸亞目石首魚科的其中一種，分布印度太平洋區，包括蘇門答臘、婆羅洲、泰國海域，體長可達13公分，棲息在沿海、河口區，可做為食用魚。